# Římskokatolická farnost Nová Hradečná
Římskokatolická farnost Nová Hradečná je územní společenství římských katolíků s farním kostelem sv. Vavřince v šternberského děkanátu olomoucké arcidiecéze.

## Území farnosti
Do farnosti náleží území těchto obcí:
- Nová Hradečná
  - farní kostel sv. Vavřince z roku 1764
  - kaple v místní části Hradec
- Troubelice
  - filiální kostel Navštívení P. Marie, postavený v letech 1842-1844
  - Kaple svatého Antonína Paduánského v místní části Pískov
  - kostel svatého Floriána v místní části Lazce

## Historie
Kostel je v Hradečné doložen již v polovině 13. století, farnost existuje od roku 1350. Fara byla roku 1569 evangelická, r. 1606 již katolická.  Matriky farnosti jsou zachovány od roku 1652.

## Aktivity ve farnosti
V listopadu 2014 ve farnosti uděloval svátost biřmování generální vikář Josef Nuzík. 
V závěru liturgického roku 2017 věřící ve farnosti přinesli na bohoslužbu listy popsané vším, za co jsou Bohu vděčni. Obálky s popsanými listy vkládali do košíku, který se nesl v obětním průvodu, a po mši svaté byly obálky spáleny. Šlo o příležitost zrekapitulovat si dosavadní život a zamyslet s nad tím, kolik dobrého se v něm událo.